# Ayanda Sikade
Ayanda Sikade (* 1. Januar 1981 in East London) ist ein südafrikanischer Jazzmusiker (Schlagzeug).

## Leben und Wirken
Sikade erhielt Musikunterricht seit dem Alter von acht Jahren. Mit zehn Jahren war er bereits der Schlagzeuger der Vuka Jazz Band, die im Township Mdantsane bei East London aktiv war. 1996 nahm er am Grahamstown Youth Jazz Festival teil, wo er ausgewählt wurde, den südafrikanischen Jazz in Schweden vorzustellen (die Tournee kam allerdings nicht zustande). Wie 1999 von Darius Brubeck auf dem Grahamstown Youth Festival angeregt, nahm er am Jazzprogramm der University of Natal teil. Sikade wurde wieder ausgewählt, Südafrika zu repräsentieren, diesmal bei der Jahrestagung der IAJE in Kalifornien. 2004 gewann er ein Auslandsstipendium.
Seitdem gehörte er zur Jazzszene von Johannesburg. Dort arbeitete er mit vielen prominenten südafrikanischen Musikern zusammen, z. B. Feya Faku, Bheki Mseleku, Robbie Jansen und Barney Rachabane. Er gehörte auch zu Royal Swazi Spa und zur letzten Band von Zim Ngqawana, mit dem er auch zwei Alben in Europa aufgenommen hat. Dann arbeitete er mit Simphiwe Dana und mit Nduduzo Makhathini, mit dem er mehrere Alben einspielte (Modes of Communication: Letters from the Underworlds, 2020). In seiner eigenen Band spielen Herbie Tsoaeli, Nduduzo Makhathini und die Bläser Mthunzi Mvubu und Nhlanhla Mahlangu. Seit 2012 ist er Mitglied der Gruppe The Rainmakers um Bänz Oester, die drei Alben veröffentlicht hat und auf dem Jazz Festival Willisau, der Jazzahead und dem Frankfurter Jazzfestival aufgetreten ist. Mit Oester und Makhathini bildete er auch sein Pyramid Trio.

## Diskographische Hinweise
- Umakhulu  (2021), mit Nduduzo Makhathini, Nhalanhla Radebe, Simon Manana
- Bänz Oester & The Rainmakers Gratitude (Enja 2023, mit Javier Vercher, Afrika Mkhize)[1]